# Nancy McLeón
Nancy McLeón Ferrer (ur. 1 maja 1971 w Banes) – kubańska lekkoatletka, sprinterka. Trzykrotna mistrzyni Ameryki Środkowej i Karaibów, złota medalistka igrzysk panamerykańskich oraz igrzysk Ameryki Środkowej i Karaibów, wielokrotna medalistka juniorskich imprez międzynarodowych (w tym brązowa medalistka mistrzostw świata U20). Uczestniczka igrzysk olimpijskich z Barcelony.

## Przebieg kariery
W 1988 roku indywidualnie wywalczyła złoty medal mistrzostw Ameryki Środkowej i Karaibów do lat 20 w konkurencji biegu na 400 m. Uczestniczyła w mistrzostwach świata juniorów w Greater Sudbury, tam odpadła w eliminacjach w konkurencji zarówno biegu na 400 m, jak i biegu sztafet 4 × 400 m. Rok później zdobyła dwa medale mistrzostw panamerykańskich juniorów w Santa Fe. W 1990 roku zdobyła dwa tytuły mistrzyni Ameryki Środkowej i Karaibów juniorów, brązowy medal mistrzostw globu juniorów, a także dwa medale igrzysk Ameryki Środkowej i Karaibów. W 1991 roku zdobyła z koleżankami drużyny srebrny medal igrzysk obu Ameryk, a także zadebiutowała na seniorskich mistrzostwach świata – nie był to udany start, odpadła bowiem w ćwierćfinale biegu na 400 m, a kubańska ekipa z jej udziałem zakończyła występ w konkursie biegu sztafet 4 × 400 m na eliminacjach.
W czasie igrzysk olimpijskich w Barcelonie była członkinią sztafety 4 × 400 m. Kubańska ekipa została w fazie eliminacyjnej zdyskwalifikowana.
Rok po nieudanym występie olimpijskim wzięła udział w uniwersjadzie w Buffalo, na której zdobyła dwa medale: srebrny w sztafecie 4 × 400 m oraz brązowy w biegu na 400 m. Dwa lata później, razem z koleżankami startującymi w sztafecie 4 × 400 m, wywalczyła złoty medal igrzysk panamerykańskich rozgrywanych w Mar del Plata. W ramach światowego czempionatu w Göteborgu wystąpiła w konkursie biegu na 400 m (odpadła w półfinale zmagań) i biegu sztafet 4 × 400 m (Kubanki z jej udziałem weszły do finału i ukończyły go na 7. miejscu). W 1995 i 1997 roku zdobyła trzy złote medale seniorskich mistrzostw Ameryki Środkowej i Karaibów.

## Osiągnięcia
| Rok     | Zawody                                            | Miasto          | Miejsce | Konkurencja        | Wynik   |
| ------- | ------------------------------------------------- | --------------- | ------- | ------------------ | ------- |
| 1988    | Mistrzostwa Ameryki Środkowej i Karaibów juniorów | Nassau          | złoto   | bieg na 400 m      | 54,22   |
| 1988    | Mistrzostwa świata juniorów                       | Greater Sudbury | 4. H    | bieg na 400 m      | 55,47   |
| 1988    | Mistrzostwa świata juniorów                       | Greater Sudbury | 4. H    | sztafeta 4 × 400 m | 3:43,18 |
| 1989    | Mistrzostwa panamerykańskie juniorów              | Santa Fe        | srebro  | bieg na 400 m      | 53,86   |
| 1989    | Mistrzostwa panamerykańskie juniorów              | Santa Fe        | złoto   | sztafeta 4 × 400 m | 3:39,94 |
| 1990    | Mistrzostwa Ameryki Środkowej i Karaibów juniorów | Hawana          | złoto   | bieg na 400 m      | 53,31   |
| 1990    | Mistrzostwa Ameryki Środkowej i Karaibów juniorów | Hawana          | złoto   | sztafeta 4 × 400 m | 3:37,12 |
| 1990    | Mistrzostwa świata juniorów                       | Płowdiw         | 6.      | bieg na 400 m      | 53,58   |
| 1990    | Mistrzostwa świata juniorów                       | Płowdiw         | brąz    | sztafeta 4 × 400 m | 3:31,81 |
| 1990    | Igrzyska Ameryki Środkowej i Karaibów             | Meksyk          | brąz    | bieg na 400 m      | 55,29   |
| 1990    | Igrzyska Ameryki Środkowej i Karaibów             | Meksyk          | złoto   | sztafeta 4 × 400 m | 3:26,27 |
| 1991    | Igrzyska panamerykańskie                          | Hawana          | srebro  | sztafeta 4 × 400 m | 3:24,91 |
| 1991    | Mistrzostwa świata                                | Tokio           | 7. QF   | bieg na 400 m      | 53,72   |
| 1991    | Mistrzostwa świata                                | Tokio           | 5. H    | sztafeta 4 × 400 m | 3:31,43 |
| 1992    | Igrzyska olimpijskie                              | Barcelona       | DSQ H   | sztafeta 4 × 400 m | N/A     |
| 1993    | Uniwersjada                                       | Buffalo         | brąz    | bieg na 400 m      | 52,84   |
| 1993    | Uniwersjada                                       | Buffalo         | srebro  | sztafeta 4 × 400 m | 3:28,95 |
| 1993    | Igrzyska Ameryki Środkowej i Karaibów             | Ponce           | brąz    | bieg na 400 m      | 52,59   |
| 1993    | Igrzyska Ameryki Środkowej i Karaibów             | Ponce           | złoto   | sztafeta 4 × 400 m | 3:31,27 |
| 1994    | Igrzyska dobrej woli                              | Petersburg      | brąz    | sztafeta 4 × 400 m | 3:26,35 |
| 1994    | Puchar świata                                     | Londyn          | brąz    | sztafeta 4 × 400 m | 3:27,91 |
| 1995    | Igrzyska panamerykańskie                          | Mar del Plata   | srebro  | bieg na 400 m      | 51,81   |
| 1995    | Igrzyska panamerykańskie                          | Mar del Plata   | złoto   | sztafeta 4 × 400 m | 3:27,45 |
| 1995    | Mistrzostwa Ameryki Środkowej i Karaibów          | Gwatemala       | złoto   | bieg na 200 m      | 22,97   |
| 1995    | Mistrzostwa Ameryki Środkowej i Karaibów          | Gwatemala       | złoto   | sztafeta 4 × 400 m | 3:27,86 |
| 1995    | Mistrzostwa świata                                | Göteborg        | 5. SF   | bieg na 400 m      | 51,46   |
| 1995    | Mistrzostwa świata                                | Göteborg        | 7.      | sztafeta 4 × 400 m | 3:29,27 |
| 1996    | Mistrzostwa ibero-amerykańskie                    | Medellín        | 5.      | bieg na 400 m      | 53,07   |
| 1997    | Mistrzostwa Ameryki Środkowej i Karaibów          | San Juan        | 7.      | bieg na 200 m      | 24,20   |
| 1997    | Mistrzostwa Ameryki Środkowej i Karaibów          | San Juan        | złoto   | sztafeta 4 × 400 m | 3:29,38 |
| 1997    | Uniwersjada                                       | Katania         | srebro  | sztafeta 4 × 400 m | 3:29,00 |
| Źródło: |                                                   |                 |         |                    |         |

## Rekordy życiowe
- bieg na 200 m – 22,97 (16 lipca 1995, Gwatemala)
- bieg na 400 m – 51,39 (5 sierpnia 1995, Göteborg)
- sztafeta 4 × 400 m – 3:24,91 (11 sierpnia 1991, Hawana)

Źródło: 